# Processo Bayer
O processo Bayer é o principal processo industrial de produção de alumina Al2O3 e foi desenvolvido por Karl Josef Bayer em 1888, que por sua vez é importante no processo Hall-Héroult de produção de alumínio.

## O processo
A bauxita, o mais importante minério de alumínio, contém apenas cerca de 40-60% de alumina, Al2O3, sendo o resto uma mistura de sílica, vários óxidos de ferro, e dióxido de titânio. A alumina deve ser purificada antes de poder ser refinada à alumínio metálico.
A sílica presente na alumina se dá sob duas formas, sílica reativa e não reativa, ocorrendo na forma de quartzo a não reativa e caulinita a reativa, da ordem de 6% para 2% respectivamente de um total de 8% presente na bauxita. 
O grande problema que a sílica causa é que ela reage com a alumina formando um silicato de alumínio que não é solúvel em NaOH (citado mais abaixo no processo) e consequentemente retirando Al como precipitado e diminuindo a quantidade de Al obtida no final do processo, é impossível encontrar uma bauxita sem a presença da sílica reativa, daí então no banho de NaOH no processo é utilizado por um tempo maior fazendo com que a sílica reativa não reaja em grandes proporções com o Al.
No processo Bayer, a bauxita é lavada com uma solução quente de hidróxido de sódio, NaOH, a 175°C. Isto converte a bauxita em hidróxido de alumínio, Al(OH)3, que se dissolve na solução de acordo com a equação química:
Al2O3+ 2 OH- + 3 H2O → 2 [Al(OH)3]- 
Ou também sendo conhecido como aluminato de sódio( Al2O3.Na2O + H2O )
Onde recebe o nome de digestão no processo, ou seja, ocorre uma lixiviação da alumina.
Os outros componentes da bauxita não se dissolvem e podem ser filtrados como impurezas sólidas. Após purificação da solução é adicionado hidróxido de sódio em granulometrias médias para atuar como catalisador da reação, pois a reação ocorre espontaneamente porém é lenta, e também para controlar o tamanho dos cristais que não podem ser pequenos, fazendo com que o aluminato retorne a alumina e o NaOH contido no aluminato seja retirado e volte ao processo de lixiviação no inicio, sendo reaproveitando. A alumina ainda arrasta algumas percentagens de água então passa por um processo de calcinação onde sera removida o restante da água contida na alumina, resultando em uma alumina Ύ (gama) que é higroscópica e que ao entrar em contato com a umidade do ar iria atrair água novamente, resolve-se este problema aquecendo por mais tempo para que a alumina Ύ se transforme em alumina œ (alpha) que não é higroscópica, após remoção da água e transformação da alumina, pode ser direcionada para o processo de eletrólise da alumina Hall-Héroullt.